# Октябрський (Туапсинський район)
Октя́брський — селище в Туапсинському районі Краснодарського краю Росії. Адміністративний центр Октябрського сільського поселення. 
Залізнична станція Пшиш на гілці «Армавір—Туапсе» Північно-Кавказької залізниці.
Населення — 1967 мешканців (1999).
Розташовано в південній частині краю за 30 км на північний схід від Туапсе, за 20 км на південний захід від Хадиженську, на березі річки Пшиш.
Селище зареєстровано у списках населених пунктів рішенням Краснодарського крайвиконкому від 24 жовтня 1958.

## Адміністративний поділ
До складу Октябрського сільського поселення крім селища Октя́брський входять також: 
- хутір Алтубинал (33 осіб)
- село Гойтх (533 осіб)
- хутір Гунайка Перва (16 осіб)
- хутір Гунайка Четверта (245 осіб)
- хутір Папоротний (111 осіб)
- село Терзіян (239 осіб)

Населення (1999) всього 3 144 осіб.